# Believe-君にかける橋-
『Believe-君にかける橋-』（ビリーブ きみにかけるはし）は、2024年4月25日から6月20日までテレビ朝日系「木曜ドラマ」枠で放送されたテレビドラマ。主演は木村拓哉。開局65周年記念作品。
設計者として橋の建設に奮闘する主人公を描いた井上由美子のオリジナル作品。

## あらすじ
設計者として大手ゼネコンに所属する狩山陸は、「龍神大橋」の建設に主任の立場で従事していた。しかし、完成間近で崩落事故が発生。設計ミスが崩落の原因として狩山は逮捕され、1年6か月の実刑判決を受ける。

## キャスト

### 主人公
狩山陸（かりやま りく）〈50〉
演 - 木村拓哉
主人公。土木設計家。大手ゼネコン「帝和建設」の土木設計部・技術部長。
1年前、龍神大橋の建設現場で発生した崩落事故の原因を隠蔽するために磯田から全責任を被るように懇願され、業務上過失致死傷などの罪で、執行猶予はつかずに懲役1年6か月の実刑判決を受け、国立刑務所に収容される。
だが、玲子のガンを知ったことで、秋澤に裁判のやり直しを要求するも、証拠を持っていた南雲に裏切られたことで証拠がなくなってしまう危機を知り、103房室の同房者とともに脱走を計画する。
野口の協力を得て武蔵平総合病院へと搬送され、林の手引きで病院を逃走すると、半田によって静岡県藤枝市に潜伏することとなる。だが、黒木と梶田が半田の自宅を訪れたことで、半田を脅して匿わせたと嘘をつき、黒木によって逮捕される。だが、若松の死の真相を探っていた黒木によって秘密裏に協力体制を敷き、再び逃走する。
帝和建設が崩落事故を計画したことを知り、磯田に事故を仕組んだのが自分であることを公表して工事に携わったすべての人に謝罪するように要求した後、玲子に会いに行き、離婚届を出すように伝える。だが、玲子と裏で手を組んでいた白石たちによって監禁罪の現行犯として逮捕される。
逮捕後、脱獄により残刑に懲役1年が加算されるが、業務上過失致死傷については改めて審理が行われることとなった。出所後には再び橋梁建設に携わっている。

### 帝和建設
本宮絵里菜（もとみや えりな）〈25〉
演 - 山本舞香
土木設計部・第一設計課に所属。狩山の部下。南雲の婚約者。
狩山が実刑判決を受けた後も南雲が連絡を続けていることを知り、世間から犯罪者と見なされている狩山との繋がりを南雲が知られた場合、その影響が婚約者である自分にもおよびかねないことを恐れ、南雲に狩山との連絡などを一切断つよう告げる。
だが、狩山が逮捕された後、玲子に発注書のデータをコピーしたものを渡し、秋澤が磯田に接触していることを明かす。

南雲大樹（なぐも だいき）〈32〉
演 - 一ノ瀬颯
土木設計部・第一設計課の主任。狩山の部下。絵里菜の婚約者。
狩山の裁判で有利になる重要証拠となる発注書を持っていたが、メコン川横断橋プロジェクトに参加するため、ベトナムへの栄転が決まった。
狩山からテキストメッセージで呼び出され、発注書を渡すよう頼まれ、一度は断るものの、その良心の呵責に苛まれて発注書を磯田たちから取り返す決意を固める。秋澤たちから発注書が保存されたSSDのパスワード解析を頼まれた際、隙を見てSSDを同型の別のものとすり替えて盗み出して逃げ出そうとしたところを秋澤に見つかり、非常階段を下りる途中で彼と揉み合いになった際に階段を踏み外して転落して重傷を負い、意識不明の重体となる。
意識が戻った後も、しばらくは誰とも会話せず呆然としていたが、病院を訪ねてきた秋澤から発注書が保存されたSSDが廃棄されたことを告げられて正気を失い、パニック状態に陥る。お見舞いに来た玲子が帰った後、龍神大橋の建設が始まる前に桑原の指示で事故を起こすために若松に大金を渡していたことや、龍神大橋の一件に纏わる事柄を全て知りながら狩山を裏切り続けていたことを本宮に打ち明ける。

磯田典孝（いそだ のりたか）〈65〉
演 - 小日向文世
代表取締役社長。狩山の上司。元省庁キャリア官僚。
金銭のために故意に強度を下げた工事が行われたことを隠蔽するために狩山に全責任を被るように懇願する。
狩山が実刑判決を受けた後、彼が事故の真相を暴露しようとするのを阻止するため、狩山の部下である南雲や弁護士の秋澤を懐柔しようと目論む。
龍神大橋崩落事故の再審において自身の関与を認め、逮捕された。

秋澤良人（あきざわ よしひと）〈42〉
演 - 斎藤工
弁護士。狩山の弁護を担当している。
狩山が実刑判決を受けた後も面会を続けていたが、龍神大橋の事故の真相を隠蔽しようとする磯田たちと密通する形で狩山を裏切る。事故の証拠となる発注書が保存されたSSDを巡り揉み合いになった南雲が転落事故に遭った際、救急車が到着するより前に南雲の衣服のポケットからSSDを回収し、警察の事情聴取では「（南雲が）階段で足を滑らせて転落した」と嘘の証言をした。
だが、磯田の代わりに狩山と密会した際に彼から担当弁護士を解任された。
5年前、ある中小企業の交渉を担当していたが、多額の賠償を請求され、裁判で闘おうと提案するが、解任を言い渡され、「首を括った方がいい」と捨て台詞を吐いたが、数か月後にその企業が倒産し、経営者も縊死したことで、人前で喋るのが怖かったことを狩山に明かす。そして、挽回するために狩山の事件に手を挙げ、たとえ解任されたとしても同じ失敗を繰り返さないためにしがみついていたと話す。その後、狩山の裁判にて業務上過失致死傷についての審理のやり直しをさせることに成功しガッツポーズをした。

桑原誠
演 - 岩谷健司
常務取締役。

清野孝則
演 - 尾花かんじ
役員。

役員
演 - 大滝明利（第4話・第7話）、小井土一章（第7話）

### 国立刑務所・処遇部門第3区
林一夫（はやし かずお）〈59〉
演 - 上川隆也（友情出演）
刑務官（看守長）。区長。1年後に定年を控えている。
多くの人を引き付ける性格の狩山に目をつける。
冤罪を訴えていた受刑者を救えなかったことで逆恨みされて家族を亡くしていた過去があり、武蔵平総合病院へと搬送された狩山を自らの手引きで逃走させる。

野口ヒロト（のぐち ヒロト）
演 - 濱田龍臣
殺人未遂犯。狩山の103房室の同房者。
狩山とともに脱走する計画を立てるが、2人での逃走は不可能と判断し、狩山だけに怪我をさせて彼を武蔵平総合病院へ搬送させる。

灰谷耕太
演 - 一ノ瀬ワタル
特殊詐欺犯。狩山の103房室の同房者。狩山やヒロトとともに脱走する計画を立てるが、裏では宇崎と繋がっており、その計画を宇崎に話し、2人を裏切る。

赤塚力
演 - 持田将史（s**t kingz）
強盗犯。狩山の103房室の同房者。

小野俊夫
演 - 小野武彦
殺人未遂罪で服役中。元小学校教師。

宇崎誠吾
演 - 尾上寛之
刑務官（副看守長）。主任。

橋本信二
演 - 生津徹
刑務官(副看守長)。主任。

長岡
演 - 鬼塚俊秀
8工場の正担当刑務官（看守部長）。

雨宮
演 - 谷口翔太
8工場・副担当刑務官（看守）。

河島
演 - 小松健太
刑務官。

津川
演 - 榎木薗郁也（第1話）
刑務官。

加藤
演 - 小川智弘（第1話）
刑務官。

刑務官
演 - 鈴木紀進（第1話）

作業専門技官
演 - 佐藤太助

間宮
演 - 吉川一勝（第2話）
刑務官。

館島
演 - 佛淵和哉（第2話・第3話）
刑務官。

横田
演 - 西将輝（第3話）
看守部長。

処遇部長
演 - 内藤典彦（第3話）

### 聖修大学病院循環器センター
狩山玲子（かりやま れいこ）〈53〉
演 - 天海祐希
狩山の妻。看護師長。狩山との間には結婚した翌年に子供を授かったが、生まれてすぐに亡くなっている。
ガンが発覚し、治療を受けたものの狩山の裁判中にガンが転移し、最悪の場合余命1年で、彼が出所するころには会えない可能性が高いため、彼に離婚届を突きつける。
武蔵平総合病院から脱走した狩山と落ち合った際にガンは嘘であると話すが、狩山にはそれも嘘であると見抜かれていた。
治療に専念するため病院を退職したが、狩山の拘留中に「あなたならきっとまた出発できる」と彼への手紙を書き残して息を引き取った。

北村晴彦
演 - 市川知宏
看護師。玲子の部下。

伊藤梨沙（いとう りさ）
演 - さかたりさ
看護師。

井本奏美（いもと かなみ）〈14〉
演 - 澤井梨丘
入院患者。関西弁で話す。

石原進
演 - 近藤公園
医師。

神田
演 - 彩輝なお
看護師。

田淵留美子
演 - 明星真由美（第4話）
センター長。

### 警察関係者
黒木正興（くろき まさおき）〈34〉
演 - 竹内涼真
警視庁刑事部捜査第一課の刑事。若松とは瓜二つの容姿で、幼いころに両親が離婚して離れて育った兄であると判明した。
狩山について捜査するが、若松の身内であることが発覚したため、捜査を外された。

梶田千佳（かじた ちか）
演 - 片山友希
国立署の刑事。黒木とともに狩山を調べる。

掛野勝
演 - 山崎潤
黒木の上司の主任刑事。警部補。

松村
演 - 田中美央（第6話 - ）
国立警察署 係長。梶田千佳の上司。

### 周辺人物
坂東五郎（ばんどう ごろう）〈70〉
演 - 北大路欣也（特別出演）
龍神大橋工事の一次下請業者である坂東組の社長。
脱獄した狩山と再会した際、龍神大橋の建設に取りかかる前に若松が強度の低いケーブルを納入して変更したことに気付くも金を渡されて口止めされていたことなどを打ち明け、そのことを警察に証言してほしいと狩山に頼まれる。しかし、息子・鉄也の密告で狩山との接触を知った帝和建設の桑原常務から「狩山に協力して不正を暴露すれば、坂東組の従業員と家族が」と脅され断念。狩山に証言できなくなったことを謝罪したうえで、龍神大橋の建設が始まる前に桑原が大金を若松に渡していたことを明かし、一連の騒動を仕組んだのが帝和建設である可能性を示唆する。

榛名文江（はるな ふみえ）
演 - 賀来千香子
東京都知事。元・法務副大臣（14年前）。
「黒鉄島（くろがねじま）再開発」を計画し、物語に深く関わる「龍神大橋」の建設を帝和建設に打診した張本人。
狩山が脱獄した後に磯田・秋澤と面会した際、「狩山が脱獄したことで帝和建設は著しくイメージダウンした」という理由で、龍神大橋の建設から撤退するよう一方的に通達する。

若松博通（わかまつ ひろみち）
演 - 竹内涼真（二役）
龍神大橋工事にケーブルを納入した「若進建材」株式会社の社長。龍神大橋の崩落事故で破損し暴走した海外製のケーブル材に吹っ飛ばされ死亡した。黒木と瓜二つの外見をしており、後に幼いころに両親が離婚して離れて育った弟だと判明した。また、黒木が執拗に狩山を追うのも兄の事故の真相を知るためであった。
若進建材は負債を抱えており、安くて強度の低いケーブルを入れたその差額を負債の返済に充てていたという。
だが、発注前の2022年3月10日に黒木宛に送られたメールによって、差額を着服するために安価なケーブル材を発注したわけではなく、帝和建設の桑原と南雲に金を掴まされ、9番と11番ケーブル付近に舗装作業車を重点的に集め、強度の弱い部分に重量をかけて差し替えたケーブルが降伏加重を超えたところで破断させ、故意に事故を起こし、自ら上部工に戻っていったことが明らかとなった。

### ゲスト

#### 第1話
鈴木
演 - 堀丞
検察事務官。

山下
演 - 中込博樹
検察事務官。

裁判長
演 - 中脇樹人
東京地方裁判所。狩山に実刑の判決を言い渡す。

榎本昇
演 - 松本実（第2話）
狩山の製品を見学したいと申し出た受刑者。

記者
演 - 仙波恵理
テレビのニュース番組『Tスタ』で龍神大橋建設現場崩落事故の狩山被告に懲役1年6か月の判決が出たことを東京地裁前から伝える。

宮下、役名不明
演 - 秋吉孝勇、寺田ムロラン
龍神大橋工事スタッフ。

#### 第2話
権藤（ごんどう）
演 - ボブ鈴木（第1話）
126室に収監されている受刑囚。東條会の構成員。
狩山の計画では灰谷と乱闘騒ぎを起こして、その隙に狩山とヒロトが小野を避難させた隙に国立刑務所を脱走するというものだったが、灰谷が狩山とヒロトを裏切ったことで事なきを得る。

矢島信夫
演 - 小野田せっかく
法務省矯正局審議官。国立刑務所の地震を想定した防災避難訓練の視察に訪れる。

野村
演 - 山田純大（第3話・第4話）
国立刑務所・所長。

桜庭
演 - 高木勝也
帝和建設社員。南雲のベトナム栄転をみんなの前で発表する。

#### 第3話
桐原ユナ（きりはら ユナ）〈25〉
演 - 本間日陽
才羽町の古着屋「Second Road」店長。ヒロトの彼女。ヒロトとの間にできた男児を身ごもっている。ヒロトに暴行を受けたことで重傷を負って武蔵平総合病院に入院し、脱走した狩山を匿うが、ヒロトに未練はなく、狩山が来たことを戸上に警察に連絡させるようにする。

戸上俊太
演 - 阿佐辰美
ユナの現在の彼氏。ユナから狩山が店に来たことを警察に連絡するように頼まれる。

FRUITS ZIPPER
演 - FRUITS ZIPPER（本人役）
奏美の推しのアイドル。ベッドの枕など病室にもグッズが飾られている。

警察官、捜査員
演 - 松田航輝、鈴木雄二（第4話）
通報を受け、狩山が潜伏するとされる「Second Road」に臨場する。

原口
演 - 荒川浩平
狩山が搬送された武蔵平総合病院の医師。

運転手
演 - 須間一也
玲子を龍神大橋工事現場まで乗せたタクシーの運転手。

アナウンサー
演 - 片桐千晶（第4話・最終話）
狩山が脱走したニュースを伝える。

- いしいはじめ[22]、池田美穂子

#### 第4話
半田豊（はんだ ゆたか）
演 - 田中哲司（ - 第6話・最終話）
永代警察署に捜査本部がある「永代町女子大生殺人事件」の被害者の父親。「半田工務店」の社長で、狩山には富士宮大橋の工事の際に型枠を提供している。
武蔵平総合病院から脱走した狩山を匿うが、その目的は弥生を殺害した犯人を殺してその罪を彼に着せようとしていた。
後に狩山が情報提供するよう言ったことで、弥生を殺害した被疑者が逮捕されたことが黒木から明かされた。

村西
演 - 林家三平
榛名が出演したテレビ局の幹部。

捜査員
演 - 酒井靖史（第3話）
黒木、梶田とともに狩山を追う国立署の刑事。

男性
演 - 阿目虎南
警察官に職務質問される男性。

秘書
演 - 斉藤佑介（第7話・第8話）
榛名の秘書。

女性
演 - 柿弘美
散歩で連れていた犬が吠えたことがきっかけで狩山に気付く。

アナウンサー
演 - 野村真季（テレビ朝日アナウンサー）（第5話）
榛名に番組でインタビューする。
狩山受刑者の目撃情報のニュースを「NEWSΩ」で伝える（第5話）。
- 石川啓大[48]

#### 第5話
水田
演 - モロ師岡
国立署の捜査員。秋澤と通じており、捜査情報を彼に提供した。

落合、多田
演 - 宮本剛徳（第6話）、佐藤まんごろう（第6話）
国立署の捜査員。

配達員
演 - 小多田直樹
逃亡中の狩山から玲子宛の速達を届けた配達員。

半田紗月（はんだ さつき）
演 - 河村花（第6話）
看護学校に通う半田の次女。狩山の正体に気付き、弥生の復讐をしようとする半田を止めるよう懇願する。

半田弥生（はんだ やよい）〈享年22〉
演 - 阿部紗英（第6話）
半田の長女。昨年の11月に発生した「永代町女子大生殺人事件」の被害者。

荒井（あらい）
演 - 内村遥
「半田工務店」の従業員。

あゆむ、さとし、役名不明
演 - 松山歩夢、うえきやサトシ、竹岡善彦
「半田工務店」の従業員。

ドライバー
演 - 北村友彦、望月翔
運送会社「山波運送エキスプレス」のドライバー。南足柄のドライブインで目撃した狩山を通報した。

ダンサー
演 - 山田萌愛、蛭川莉々亜、福田羽虹、冨田優奈、遊澤心、明石もこ
奏美が見つめる公園のダンサーたち。

#### 第6話
理容師
演 - 藏内秀樹
狩山がシェービングをしてもらった床屋の主人。

#### 第7話
白石丈一
演 - 前川泰之（ - 最終話）
警視庁捜査一課 管理官。
玲子に会いに行った狩山を監禁罪の現行犯で逮捕するが、狩山と玲子の事故の原因についての会話を聞いたことで黒木が見逃した理由も理解し、黒鉄島プロジェクトを進めていた磯田たちを公的に訴えようとするのを説得するために狩山を逮捕したと話すが、黒木によってそれが狩山を餌にして上に恩を売るのが目的であるとバラされる。

坂東鉄也
演 - 小栗基裕（s**t kingz）
坂東五郎の息子。

坂東みさ、坂東廉
演 - 大網亜矢乃、湯本晴
鉄也の妻と息子。

渕上、町村
演 - 川井つと、山本直輝
龍神大橋工事再開の打ち合わせに呼ばれたゼネコンの社長たち。

医師
演 - 諌山幸治
芝浦がんセンター医師。玲子の主治医。

#### 第8話
赤城
演 - 湯川尚樹（最終話）
白石の部下の捜査員。

#### 最終話
渋沢
演 - 津村和幸
狩山の加重逃走罪被告事件についての審理を担当する東京地方裁判所の裁判長。

植木
演 - 水野淳之
同裁判の検察官。

書記官
演 - 橋本恵一郎
同裁判の書記官。

記者
演 - 松長ゆり子
東京地裁前より公判前の様子を伝える記者。

作業員
演 - 林和義
出所後の狩山が担当する水天逆巻橋再建現場の作業員。

舗装作業員
演 - 磯部圭佑（第1話）、今泉良彦（第1話）
龍神大橋工事の舗装作業員。
- 井俣太良[75]

## スタッフ
- 脚本 - 井上由美子[4]
- 音楽 - 林ゆうき[8]
- 主題歌 - MAN WITH A MISSION「I'll be there」（Sony Music Labels Inc.）[76][注 4]
- 土木監修 - 関文夫（日本大学理工学部土木工学科）
- 刑務監修 - 加藤正明
- 警察監修 - 古谷謙一
- 医療監修 - 中澤暁雄
- 看護指導 - 植野永子
- 法律監修 - 岡本直也（岡本政明法律事務所）
- 法廷指導 - 近藤敬（レイ法律事務所）
- ニュース監修 - 小林晴一郎
- スタントコーディネート - 辻井啓伺、森﨑えいじ
- 監督 - 常廣丈太、樹下直美（アズバーズ）[8]
- エグゼクティブプロデューサー - 三輪祐見子（テレビ朝日）[8]
- プロデューサー - 都築歩（テレビ朝日）、髙木萌実（テレビ朝日）、松野千鶴子（アズバーズ）[8]
- 制作協力 - アズバーズ[8]
- 制作著作 - テレビ朝日[8]

## 放送日程
| 話数                                                                         | 放送日  | サブタイトル                      | 監督     | 視聴率 |
| ---------------------------------------------------------------------------- | ------- | --------------------------------- | -------- | ------ |
| 第1話                                                                        | 4月25日 | 生きるため、俺は誰を信じるのか    | 常廣丈太 | 11.7%  |
| 第2話                                                                        | 5月02日 | 決意の脱獄計画…全ては妻の為に     | 常廣丈太 | 10.1%  |
| 第3話                                                                        | 5月09日 | 今夜決行!191秒の脱獄計画!         | 常廣丈太 | 09.6%  |
| 第4話                                                                        | 5月16日 | 最愛の妻の嘘                      | 樹下直美 | 09.8%  |
| 第5話                                                                        | 5月23日 | 〈波乱の逃亡編〉ついに完結―!      | 樹下直美 | 09.8%  |
| 第6話                                                                        | 5月30日 | ついに逮捕!?真相への旅が始まる    | 常廣丈太 | 09.9%  |
| 第7話                                                                        | 6月06日 | 忍び寄る危機!!裏切り者はすぐ側に― | 樹下直美 | 09.4%  |
| 第8話                                                                        | 6月13日 | おかえり…妻、最後の願い           | 常廣丈太 | 09.1%  |
| 最終話                                                                       | 6月20日 | きっと、たどりつく―               | 常廣丈太 | 13.2%  |
| 平均視聴率 10.3%（視聴率はビデオリサーチ調べ、関東地区・世帯・リアルタイム） |         |                                   |          |        |

- 初回・第2話・第8話は21時 - 22時4分の10分拡大放送[8]。
- 第4話は21時 - 22時の6分拡大放送。
- 最終話は21時 - 22時9分の15分拡大放送。